# Robbanáspont (film, 2024)
A Robbanáspont (eredeti cím: Trigger Warning) 2024-ben bemutatott amerikai akció filmthriller, amelyet Mouly Surya rendezett. A főbb szerepekben Jessica Alba, Mark Webber, Tone Bell, Jake Weary, Gabriel Basso és Anthony Michael Hall látható.
Amerikában és Magyarországon 2024. június 21-én mutatták be a Netflix.

## Cselekmény
Egy magasan képzett CIA-katonai harcos és nyomozó, Parker éppen Szíriában teljesít küldetést barátjával, Spiderrel, amikor volt szeretője és szülővárosának seriffje, Jesse Swann felhívja, hogy közölje vele: édesapja, Harry Calvo egy bányabalesetben életét vesztette.
Parker visszatér a Új-Mexikó állambeli Creation nevű szülővárosába apja temetésére és a bárja, a Maria's ügyeinek rendezésére. Találkozik barátjával és a bár menedzserével, Mike-kal, majd megvizsgálja a bányát, és arra a következtetésre jut, hogy Harry halála nem baleset volt. Egy bárban Parker összetűzésbe keveredik Jesse öccsével, Elvisszel, később pedig megment egy vasbolti tulajdonost rablóktól. Parker tanúja lesz, ahogy Elvis és emberei fegyvereket próbálnak ki, és kémkednek a családi birtokon. Spider segítségével kideríti, hogy Elvis a dark weben keresztül fegyvereket árul terroristáknak. Miközben újra közeledik Jesse-hez, Parker találkozik Jesse apjával, a szenátorral, Ezekiel Swann-nal is, aki újraválasztásért kampányol.
Később, Harry temetése után Parker találkozik Jesse-vel és Ezekiellel a birtokukon, amikor Spider üzenetet küld: Elvis emberei betörtek Harry bányájába. Parker szembeszáll velük, mire azok felgyújtják a bárt – az összetűzés egy Elvis-ember halálával és Parker letartóztatásával végződik. Jesse szembesíti Elvist a történtekkel, és kiderül, hogy Elvis Harry bányáját használta arra, hogy egy közeli katonai raktárból fegyvereket csempésszenek ki egy föld alatti alagúton keresztül. Ezeket a fegyvereket illegálisan értékesítették, és a befolyó pénzből Ezekiel kampányát finanszírozták, valamint Jesse-t segítették seriffé válni. Amikor Harry rájött a dologra, Jesse megölte őt, majd a Swann család egy bányarobbanásra fogta a halálát – amit Harry valóban elindított, amikor már haldoklott. Ezekiel véget vet a vitának, közli, hogy az üzlet folytatódik, és utasítja Jesse-t Parker ügyvédjének meggyilkolására. Az ügyvéd halála után Jesse beengedi Ezekielt és Elvist a fogdába, ahol megkötözik és brutálisan megverik Parkert, hogy megszerezzék a bár biztonsági felvételeit. Parker megszökik egy rendőrautóval, de súlyos sérülései miatt elájul vezetés közben, és Mike birtokán egy mezőn landol. Mike és az anyja elrejtik Parkert, hogy felépülhessen Mike titkos kannabisz-laborjában. Elvis azonban felbukkan, és azzal fenyegetőzik, hogy felégeti a birtokot, ha nem adják ki a nőt. Három nap lábadozás után Parker megpróbálja figyelmeztetni a katonai raktár vezetőjét a fegyverlopásról, de az őrmester egyszerűen leteszi a kagylót. A bosszúvágytól fűtve, és családi barátai, Mo és Frank segítségével Parker összegyűjt elegendő fegyvert, hogy saját hadjáratot indítson a Swann család ellen.
Ghost, egy Timothy McVeigh-hez hasonló hazai terrorista, akit legalább 37 amerikai meggyilkolásával köröznek, előre több százezer dollárt fizetett a Swann családnak a lopott fegyverekért. Az üzlet azonban Parker beavatkozása miatt meghiúsul. Amikor felelősségre vonják a helyzet miatt, Ezekiel bevallja, hogy már elköltötte a pénzt a saját újraválasztási kampányára.
Parker behatol a Swann-birtokra, szembesíti Ezekielt, és végre választ kap arra, mi történt az apjával. Ezután megöli a szenátort. Közben Spider megérkezik a bányákhoz, hogy segítsen, de összeütközésbe kerül Ghost embereivel. Parker felrobbant egy fegyverszállító teherautót, ezzel elterelve a figyelmet, és így ő és Spider közösen likvidálják a támadókat, majd Parker halálra szúrja Elvist. Mo, Frank és Parker családi barátai is megérkeznek, hogy segítsenek végigvinni a küldetést, és felfedezik a katonai raktár kijáratát. Jesse is felbukkan egy gránáttal a kezében, és kétségbeesetten próbálja irányítása alá vonni a helyzetet. Parker felajánlja, hogy segít neki, de Jesse rájön, hogy számára már nincs kiút – végül ellöki Parkert, majd felrobbantja magát.
A Swann család halálával Parker végre maga mögött hagyhatja a múltját. Egy hónappal később Parker és Spider egy országúti úton tartanak vissza CIA-s munkájukhoz, amikor Mikey videóhívásban jelentkezik, és beszámol a Maria’s nevű bár újjáépítésének gyors haladásáról.

## Szereplők
| Szerep  | Színész              | Magyar hang        | Leírás                                                        |
| ------- | -------------------- | ------------------ | ------------------------------------------------------------- |
| Parker  | Jessica Alba         | Bogdányi Titanilla | Aktív szolgálatot teljesítő különleges egységi kommandós.     |
| Jesse   | Mark Webber          | Czető Roland       | Seriff, Ezekiel legidősebb fia és Parker volt barátja         |
| Spider  | Tone Bell            | Laklóth Aladár     | Rejtett műveletek specialistája és hacker.                    |
| Elvis   | Jake Weary           | Zámbori Soma       | Ezekiel legfiatalabb fia, Jesse testvére és fegyverkereskedő. |
| Mike    | Gabriel Basso        | Baráth István      | Kannabisztermelő és Parker barátja.                           |
| Ezekiel | Anthony Michael Hall | Háda János         | Szenátor.                                                     |
| Ghost   | Kaiwi Lyman          | Előd Álmos         | Terrorista.                                                   |

### Magyar változat
- Magyar szöveg: Nacsa-Bán Zsanett
- Hangmérnök: Bederna László
- Vágó: Pilipár Éva
- Gyártásvezető: Vigvári Ágnes
- Szinkronrendező: Orosz Ildikó
- Produkciós vezető: Horján Annamária

A szinkront a Direct Dub Studios készítette el.

## A film készítése
2016 júniusában a Thunder Road Films megszerezte Josh Olson és John Brancato Robbanáspont című forgatókönyvét. A filmet Basil Iwanyk és Erica Lee vállalták producerként, amelyet úgy írtak le, mint egy női főszereplős, Rambo – Első vér és a John Wick keresztezését. 2020 májusában a Netflix megvásárolta a film jogait, az indonéz rendező, Mouly Surya első angol nyelvű filmjeként, míg Jessica Alba főszereplőként és vezető producerként csatlakozott. 2021 szeptemberében Anthony Michael Hall, Mark Webber, Alejandro De Hoyos, Tone Bell, Jake Weary és Gabriel Basso is csatlakozott a szereplőgárdához, Halley Gross pedig átdolgozta a forgatókönyvet. A forgatás 2021 végén vette volna kezdetét Új-Mexikóban. 2021. október 1-jén James Saul stábtagot kórházba szállították, miután egy elszakadt kábel eltörte a lábát. A film zenéjét Enis Rotthoff szerezte.